# Ferreras de Abajo
Ferreras de Abajo est une municipalité espagnole de la communauté autonome de Castille-et-León et de la province de Zamora. En 2015, elle comptait 565 habitants.

## Source
- (es) Cet article est partiellement ou en totalité issu de l’article de Wikipédia en espagnol intitulé « Ferreras de Abajo » (voir la liste des auteurs).